# 李長祥
李長祥（1612年—1679年），號研齋，又号砚斋，四川達州人，明末清初政治人物。

## 生平
崇禎六年（1633年）癸酉科四川鄉試舉人，崇祯十六年（1643年）癸未科進士。选庶吉士。明末起兵抗清，結寨於上虞之東山。不久移寨滃洲，與王翊共同死守。清顺治八年（1651年）秋，清兵三路擊滃洲，滃洲寨潰，出亡江淮間。《清稗類鈔》記長祥娶鍾山秀才，“長祥乘守者之怠，竟去，由吳門渡秦郵，走河北，徧歷宣化、大同，復南下百粵，與屈大均處者久之，天下大定，始居毗陵，築讀易臺以老。”《清史稿·遺逸》有傳。

## 著作
著有《研齋天問閣集》。

## 延伸阅读
[在维基数据编辑]
 《清史稿/卷500》
 《清史稿/卷500》，出自趙爾巽《清史稿》